# William Mills
William Mills (Estados Unidos, 30 de junio de 1938) fue un atleta estadounidense, especializado en la prueba de 10000 m en la que llegó a ser campeón olímpico en 1964.

## Carrera deportiva
En los JJ. OO. de Tokio 1964 ganó la medalla de oro en los 10000 metros, con un tiempo de 28:24.4 segundos que fue récord olímpico, llegando a meta por delante del tunecino Mohammed Gammoudi y del australiano Ron Clarke (bronce).